# Чебогоры
Чебогоры (бур. Шобогор) — деревня в Ангарском городском округе Иркутской области России.

## География
Находится примерно в 32 км к юго-западу от Ангарска.

## Топонимика
Возможно, название Чебогоры связано с бурятским шобогор — холмик, шишка, конусообразный.

## История
Населённый пункт основан в 1695 году как улус.
На 1929 год улус Чебагоры в составе Архиерейского сельсовета Усольского района. Согласно переписи населения СССР 1926 года в населённом пункте насчитывалось 33 хозяйства, 144 жителя (76 мужчин и 68 женщин), буряты.
В советские годы в Чебогорах был колхоз «Возрождение нации». В это время в деревне были амбулатория, клуб, двухквартирные дома. В результате укрупнения колхозов и образования совхозов деревня пришла в упадок, многие её жители переехали в Одинск.
Входила в состав сельского поселения Одинское муниципальное образование Ангарского муниципального района. Законом Иркутской области от 10 декабря 2014 года № 149-ОЗ, с 1 января 2015 года все муниципальные образования ныне упразднённого Ангарского муниципального района, в том числе и Одинское муниципальное образование, объединены в Ангарский городской округ.

## Население
| 2002 | 2010 | 2011 | 2012 |
| ---- | ---- | ---- | ---- |
| 33   | ↗41  | →41  | ↘39  |

По данным Всероссийской переписи, в 2010 году в деревне проживал 41 человек (18 мужчин и 23 женщины), 4 жилых дома, в ещё двух домах располагался реабилитационный центр для наркозависимых.